# Christián Mpaka
Christián Makanda Mpaka (* 8. März 1988 in Kinshasa, Zaire) ist ein ehemaliger kongolesischer Fußballspieler auf der Position des Stürmers.

## Karriere
Mpaka begann seine aktive Karriere als Fußballspieler im September 1995 im 9. Bezirk der Kärntner Landeshauptstadt Klagenfurt beim Annabichler Sportverein. Dort durchlief er bis zu seinem Abgang im Jahre 2004 mehrere Jugendspielklassen und machte durch gute Leistungen auf sich aufmerksam. Ende Oktober 2004 folgte schließlich ein Wechsel in die Nachwuchsabteilung des FC Kärnten, dessen Kampfmannschaft erst in der Vorsaison 2003/04 in die zweitklassige österreichische Erste Liga abgestiegen war. In der Jugend des Vereines wurde er als Abwehrspieler ausgebildet und auch als solcher eingesetzt. Nach passablen Leistungen im Nachwuchs arbeitete sich Mpaka immer mehr in Richtung der Profi- bzw. Amateurmannschaft des Klubs hoch.
Dabei gab er noch in der Spielzeit 2006/07 sein Teamdebüt bei den Amateuren des Vereines, die zu diesem Zeitpunkt noch in einer Spielgemeinschaft mit dem FC Welzenegg waren, als er am 15. Mai 2007 bei der 0:1-Heimniederlage über seinen späteren Verein, den SV Spittal/Drau in der 75. Minute für Edmir Adilović eingewechselt wurde. In der Saison 2007/08 kam der junge Abwehrspieler zu einer Reihe an Ligaspielen. Zum einen waren dies acht Meisterschaftsmatches (allesamt nur Kurzeinsätze) für die Amateure des FC Kärnten, die von zwei Spielen im Profiteam unterbrochen wurden.
Sein Profidebüt gab Mpaka hierbei am 25. August 2007, als er bei der 0:2-Heimniederlage gegen die Amateure des FK Austria Wien in der 62. Spielminute für Stephan Bürgler eingewechselt wurde. Nur sechs Tage später war er bei der 0:4-Auswärtsniederlage gegen den SC/ESV Parndorf die volle Spieldauer auf dem Rasen und erhielt dabei in der 18. Minute wegen Foulspiels die Gelbe Karte. Diese beiden Einsätze sollten bis heute die einzigen Profieinsätze in seiner noch jungen Karriere bleiben.
Am 31. Januar 2008 wurde Mpaka in die fünftklassige Kärntner Unterliga Ost zum Klagenfurter AC verliehen und kam dabei, als Stürmer spielend, bei zwölf Ligaeinsätzen auf vier Treffer. Nach dem nur kurzen Zwischenstopp kehrte er Mitte Juni 2008 wieder zu seinem Stammverein zurück. Bei der ersten Kampfmannschaft des FC Kärnten, die mittlerweile in die drittklassige österreichische Regionalliga Mitte, einer von drei parallel laufenden Staffeln, abgestiegen war, kam er daraufhin in 14 Meisterschaftspartien zum Einsatz. Nachdem er beim KAC noch als Stürmer aktiv gewesen war, spielte er beim Kärntner Traditionsverein auf der gewohnten Position als Verteidiger.
Zur Winterpause der Spielzeit 2008/09 verließ er den Verein und transferierte zum SV Spittal/Drau ins nahegelegene Spittal an der Drau. Dort absolvierte er in der Frühjahrssaison zehn Ligaspiele und kam dabei einmal zum Torerfolg. Bei seinem ersten Vereinsmannschaftstreffer am 28. März 2009 erzielte er in der 28. Minute ein Eigentor, beglich diesen Fehler jedoch in der 90. Minute, indem er den Ausgleichstreffer zum 1:1 machte und noch in derselben Minute eine Gelbe Karte wegen Meckerns bekam. Neben den Einsätzen für die erste Kampfmannschaft des Vereines war er auch noch für die zweite Kampfmannschaft aktiv, für die er 15 Spiele absolvierte.
Während der Sommerpause vor der Saison 2009/10 wechselte Mpaka erneut in die fünftklassige Kärntner Unterliga Ost. Diesmal ging es zum SV Griffen ins Jauntal, wo er wieder als Stürmer eingesetzt wird. Mit Griffen stieg er zu Saisonende in die Landesliga auf. Nach eineinhalb Jahren, in denen er zu 44 Einsätzen kam und 18 Tore machte, wechselte er im Januar 2011 zum Regionalligisten SAK Klagenfurt. Für den SAK machte er 37 Spiele in der dritthöchsten Spielklasse.
Zur Saison 2012/13 wechselte er innerhalb Klagenfurts zum Ligakonkurrenten SK Austria Klagenfurt. Für die Austria spielte Mpaka acht Mal in der Regionalliga. Im Januar 2013 wechselte er zum sechstklassigen SV Sachsenburg, mit dem er zu Saisonende in die Unterliga aufstieg. Daraufhin wechselte er zur Saison 2013/14 zum Annabichler SV in die Landesliga, bei dem er einst seine Karriere begonnen hatte. Mit Annabichl stieg er 2015 in die Regionalliga auf, in der Landesliga absolvierte er 53 Spiele für den ASV. Nach dem Aufstieg wechselte er zur Saison 2015/16 zur DSG Ferlach in die 1. Klasse. Für Ferlach spielte er zehnmal in der sechsthöchsten Spielklasse.
Zur Saison 2016/17 kehrte er nach Annabichl zurück, wo er zu weiteren vier Einsätzen kam. In der Winterpause wechselte Mpaka zum siebtklassigen SV Tainach, kam dort aber nur einmal zum Einsatz. Tainach stieg am Saisonende in die 1. Klasse auf. Nach der Saison 2016/17 verließ er den Klub und schloss sich nach einem halben Jahr Pause dem sechstklassigen SK Kühnsdorf an. Für Kühnsdorf machte er sechs Spiele in der 1. Klasse, ehe er nach der Saison 2017/18 seine Karriere beendete.

## Privates
Christián Mpaka zog im Alter von drei Jahren mit seiner Familie von Kinshasa nach Österreich, wo sich die Familie in Klagenfurt niederließ. Dort begann er seine Schullaufbahn an der Hauptschule, wechselte später an ein Gymnasium und setzte diese schließlich an der HAK1 Klagenfurt fort, wo er mit der Matura seinen Schulabschluss erlangte.
Er ist der älteste von insgesamt sieben Geschwistern (fünf Brüder sowie eine Schwester). Von den fünf Brüdern verfolgten Bernhard (* 1993), Kevin (* 1996), Raphael (* 1997) und Anthony (* 2002) ebenfalls eine Fußballkarriere, kamen allesamt jedoch nicht über den Amateurfußball hinaus. Der fünfte Bruder, Cédric Mpaka (* 1990), ist nach einer Assistenz bei der britischen Modedesignerin Vivienne Westwood und diversen Kostümassistenzen seit 2015 als freischaffender Kostümbildner tätig.